# Constantin Tică Sorescu
Constantin Tică Sorescu (n. 12 decembrie 1930, Dobrogostea, județul Argeș – d. 5 iulie 2008, Pitești) a fost un interpret, dirijor și folclorist român.

## Studii
Școala primara Dobrogostea, absolvent al Liceului Comercial Nr.1 „N. Kretulescu” Bucuresti, Faculatea de Stiinte Juridice si Administrative București (studii neterminate), Facultatea de Istorie si Geografie București (studii neterminate), Școala  de Arte Pitești, secția canto-clasic., Atestat de specialitate in domeniul muzical si teatru, cursuri organizate de Centrul Special de Perfecționare de Cadrelor București, Cerficat de absolvire al cursurilor de specialitate „Regie de teatru si folclor” cu durata de 3 ani, organizate de Consiliul Culturii si Educației Socialiste, București, studii speciale cu oameni de arta din domeniul muzicii, Bucuresti.

## Experiența profesională
A debutat cântând pe scene satului natal de la Căminul Cultural ajungând în scurt timp să dobândească notorietate națională.
Interpret de frunte al Argeșului si al cântecului popular romanesc cărora le-a dus faima in tara si peste hotare, trecând prim marile concursuri nationale si internaționale unde a fost distins cu titluri de laureat cu medalii.
A fost  primul interpret din Argeș  distins cu premii si medalii apărut o data cu infiintarea Radioului si Televiziunii Romane si marilor naționale si internaționale de Arte si Tradiții Populare.
A devenit curând preferatul publicului romanesc in caliate de solist profesionist al orchestrei de specialitate „Doina Argeșului” din Pitești si colaborator al ansamblului profesionist „Perinița” al Sfatului Popular al Capitalei cu care a străbătut satele si orașele tarii cu emblematicul cântec „Sunt fecior de argeșean” si peste hotare in tarile: Albania, Olanda, Belgia, Ungaria, Polonia, Iugoslavia, Cehia, Slovacia, Rusia, Grecia, Turcia Franta, Italia.
Radioul i-a înregistrat cântecele sale dragi, peste 25 de piese, si l-a făcut cunoscut pe undele sale  la care a contribuit cu mult succes si televiziunea si Electrecordul, precum si alte înregistrări in străinătate (discuri, casete audio, filmări), insotite de comentarii elogioase in paginile ziarelor si revistelor culturale si regionale : „Indrumatorul cultural”, „Albina”, „Romania libera”, „Clubul Flacara”, „Contemporanul”, „Secera si ciocanul”, Argesul”, „Munca” , „Marseille”.
Cântecele sale s-au bucurat de dragostea melomanilor si a specialiștilor  deopotrivă. Iată ca cum sunt lansate in topurile de specialitate ale capitalei, semnate de muzicologul Petre Magdin.
argeseana, autor si realizator al neuitatelor spectacole dedicate santierelor hidrotehnice „Pecineagu”, „Rausor”, „Draganesti – Vlasca”, „Transfagarasan” si gurile de mine muscelene.
Fondator al festivalului  concurs național  „Argeșule, plai de dor”  1970 – 2000, 20 de ediții la care au participat toate genurile de formații si interpreți, nominalizate in regulamentele de concurs, președinte compozitorul, etnomuzicologul Ludovic Paceag, redactor principal TV București, etnomuzicolog Eugen Gal, redactor principal Radio, etnomuzicolog Gheorghe Tudor, vicepreședinte Ion Văduva Poenaru, poet. 
Inițiator al Festivalului Concurs Internațional de Folclor „Carpați”, cu spectacolul „Canta Argesul sub soare”la premiera, cu ansamblul „Dacia” unde am obtinut premiul I si diploma de merit.
Fondator al ansambului „Miorița” al Fabricii de Confecții din Curtea de Argeș cu spectacolul „Nunta ca pe Argeș” – de la vatra stramoseasca cu 350 de interpreți distins cu titlul de laureat, premiul I si medalie de aur. Președinte juriu, profesor universitar, etnomuzicolog Emilia Comișel, maestru de balet Tita Sever.
Fondator si director artistic al Ansamblului Instrumental „Plaiuri Argeșene” cu 130 de muzicanți ,distins cu titlul de laureat, medalie de aur si premiul I. Președinte juriu prof. univ. etnomuzicologul Tudor Jarda.
Fondator, îndrumător si dirijor a peste 12 orchestre si tarafuri de sorginte taraneasca, toate laureate ale marilor concursuri. Presedinte juriu, dirijor general de armata Dinu Stelian.
Fondator, director artistic , scenarist si regizor al stralucitului ansamblu folcloric „Chindia” al Combinatului Petrochimic Pitesti, vestit in tara si peste hotare, o culme a talentului si creatiei populare romanesti in cadrul amplelor traditii, identitatii si spiritualitatii neamului, caruia i-am dat nume si renume serbat cu prilejul celor 10 ani de atestare documentara de 10 ansambluri folclorice laureate ale plaiurilor romanesti pe scena Casei de Cultura  a Sindicatelor din municipiul Pitesti. Prezentator, distinsul profesor Mihai Florea din partea Televiziunii Romane in cadrul Festivalului Concurs National „Argesule, plai de dor”, organizat de Consiliul Judetean al Sindicatelor Arges.
In cadrul etapei finale a Festivalului National „Cantarea Romaniei”, Centrul Craiova, atat ansamblul cat si dansul , in calitate de scenarist si regizor pentru spectacolul intitulat „De la Arges mai la vale” am fost distinsi cu medalie de aur, diploma si titlul de laureat. Aceleasi premii le-a primit si orchestra de muzica populara al carei mentor muzical a fost in acei ani ai carierei  artistice pe care a si dirijat-o la debutul ei   si in mari spectacole nationale si internationale de folclor.
S-a bucurat de aportul calificat al marilor maestrii ai coregrafiei romanesti precum: Adamantios  Gh. Cholevas, Tamara Cap, Gavril Ciobanu, Dumitru Jumatate etc. care au montat pentru „Chindia” Pitesti, in premiera creatii unice (piramida) calusareasca, dans din Oas, dans din Banat, dans din Fagaras, fermecatorul dans al fetelor de la Capalna , suite de dansuri din Moldova etc.
Aceleasi titluri onorante de-a lungul activitatii sale artistice avea sa le primeasca si pentru formidabilul ansamblu si in special orchestrei de muzica populara „Dacia” a Sindicatului Intreprinderii de Autoturisme Pitesti cu contributia coregrafica a maestrului de balet T. Simionescu de la Teatrul de Opereta ”Ion Dacian” din Bucuresti cu spectacolul „Canta Argesul sub soare” , ansamblul de cantece si dansuri al Fabricii de Stofe „Argeseana” cu spectacolul muzical coregrafic „Martisoare pentru fete”, mlaureat si prezentat in intregime pe ecanele Televiziunii Romane si ansamblul folcloric „Ciuleandra” al Casei de Cultura a Sindicatelor Pitesti cu spectacolul „De pe plaiuri stramosesti” ambele fondate si regizate de domnia sa cu scenarii care au trezit mare interes in rândul specialiștilor si apoi distins cu titlul de laureat si florile recunostintei.
Fondator si instructor artistic a peste 20 de grupuri vocale feminine si mixte, laureate pe tara. Președinte: compozitor, etnomuzicolog Mircea Neagu.
Fondator, scenarist si regizor artistic al ansamblurilor de obiceiuri populare „Floricica” cu spectacolul „Suratele” al Întreprinderii de Panificație Pitești si „Cetina” al Întreprinderii Miniere Câmpulung cu spectacolul „De-ale noastre de la mina”. Președinte juriu: prof. univ. Alexandru Amzulescu.
Realizator al unor mari spectacole pentru fazele finale ale concursurilor republicane si spectacole estivale in stagiuni de vara pe stadioanele orașelor Pitești, Curtea de Argeș si in străinătate.

### Compoziții
- Satule să nu mă uiți
- Puica mea de peste Olt